# V (artista)
Kim Tae-hyung (hangul: 김태형; hanja: 金泰亨; rr: Gim Tae-hyeong; MR: Kim T'aehyŏng; Daegu, 30 de dezembro de 1995), mais conhecido profissionalmente como V (hangul: 뷔; rr: Bwi; MR: Pwi), é um cantor, dançarino, compositor, produtor musical e ator sul-coreano. Desde sua estreia como integrante do BTS em 2013, V interpretou três canções solo sob o nome do grupo—"Stigma" em 2016, "Singularity" em 2018 e "Inner Child" em 2020—todas entrando na tabela digital sul-coreana da Gaon.
Fora de seus projetos com BTS, V apareceu na série de televisão Hwarang: The Beginning (2016) e contribuiu para a trilha sonora com o single "It's Definitely You". Ele lançou sua primeira canção autoral independente, "Scenery", em 2019. Em 2023, V fez sua estreia oficial como solista com o lançamento dos singles "Love Me Again" e "Rainy Days". Seu álbum de estreia solo, Layover, foi lançado em 8 de setembro do mesmo ano, acompanhado do single "Slow Dancing".

## Vida inicial
V nasceu Kim Tae-hyung em 30 de dezembro de 1995, no distrito de Seo, em Daegu, e cresceu no condado de Geochang. Ele é o mais velho de três filhos, com um irmão e uma irmã mais novos. Ele é do clã Gwangsan Kim.
V inicialmente aspirou ser cantor profissional na escola primária. Com o apoio de seu pai, ele começou a ter aulas de saxofone no início do ensino médio como forma de seguir uma carreira musical. V eventualmente se tornou trainee da Big Hit Entertainment depois de passar em um teste em Daegu.
Depois de se formar na Korean Arts High School em 2014, V se matriculou na Global Cyber University, graduando-se em agosto de 2020 com especialização em Radiodifusão e Entretenimento. Em 2021, ele ingressou na Hanyang Cyber University, cursando Mestrado em Administração de Empresas em Publicidade e Mídia.

## Carreira

### 2013–presente: BTS
Antes da estreia, V era o “membro secreto” do BTS: os fãs não sabiam de sua existência, pois sua agência queria mantê-lo uma surpresa. Mais tarde, ele afirmou que o conceito o fez se sentir solitário e desconfortável na época, pois ele pensava que era porque poderia ser cortado da formação. Em 13 de junho de 2013, ele fez sua estreia como membro do BTS no M Countdown da Mnet, com a faixa "No More Dream" do single álbum de estreia do grupo, 2 Cool 4 Skool (2013). V foi creditado pela primeira vez por composição musical no extended play (EP) The Most Beautiful Moment in Life, Pt. 1 (2015), como co-compositor e produtor da canção "Hold Me Tight"; ele também contribuiu com letras para a faixa "Fun Boyz". No EP seguinte do grupo, The Most Beautiful Moment in Life, Pt. 2, a melodia de V foi utilizada na canção "Run". Ele co-escreveu e compôs sua primeira faixa solo, "Stigma", para o álbum Wings (2016). Ele também lançou, de forma não oficial, um cover de "Hug Me" com o colega de grupo J-Hope, e "Someone Like You" de Adele.
Em maio de 2018, sua segunda música solo, "Singularity", foi lançada como o trailer do então futuro terceiro álbum do BTS, Love Yourself: Tear. A faixa estreou nas rádios britânicas, pela BBC Radio, em 25 de outubro. Um mês após seu lançamento, o The Guardian adicionou "Singularity" na playlist "Top 50 do Mês de Junho de 2018", enquanto a Billboard a incluiu na 28ª colocação da lista de críticos das "50 Melhores Canções do BTS". No geral, "Singularity" foi bem recebido pelos críticos e foi consequentemente mencionada em várias listas de fim de ano dos críticos musicais. O The New York Times a classificou na 20º posição da lista das "65 Melhores Canções de 2018", junto de "Fake Love". Mikael Wood, do Los Angeles Times, nomeou-a como a quarta "melhor canção e a mais digna de replay de 2018", ao passo que Laura Snapes, do The Guardian, incluiu a canção como uma de suas faixas favoritas na lista "Melhor da Música de 2018: Álbuns e Faixas".
Em 24 de outubro, V se tornou um dos mais jovens a receber a prestigiosa medalha da Ordem do Mérito Cultural Hwagwan de quinta classe, concedida a ele pelo Presidente da Coreia do Sul, juntamente com os outros membros do BTS por seu papel na disseminação da cultura.
V e J-Hope colaboraram com a cantora sueca Zara Larsson na canção "A Brand New Day" para a trilha sonora do jogo para celular BTS World. Foi lançada como single em 14 de junho de 2019 e estreou no topo da tabela World Digital Song Sales da Billboard. Posteriormente, ele colaborou com o colega de grupo Jimin em "Friends", e participou da composição sua terceira canção solo, "Inner Child". Ambas canções foram lançadas no álbum Map of the Soul: 7 (2020).
Em julho de 2021, V foi nomeado Enviado Presidencial Especial para as Gerações Futuras e Cultura pelo presidente sul-coreano Moon Jae-in, ao lado de seus companheiros de grupo, para ajudar "liderar a agenda global para as gerações futuras" e "expandir os esforços diplomáticos e a posição global da Coreia do Sul" na comunidade internacional.

### 2016–presente: atividades individuais
Em 2016, V fez sua estreia como ator com um papel coadjuvante no drama histórico da KBS2, Hwarang: The Poet Warrior Youth, sob seu nome verdadeiro. Ele também colaborou com o colega de grupo Jin no single "It's Definitely You", presente na trilha sonora do drama. Em comemoração ao quarto aniversário do BTS, V lançou "4 O'Clock" em 8 de junho de 2017, uma canção que ele co-produziu com o colega de grupo RM.
V lançou sua primeira canção independente, "Scenery", em 30 de janeiro de 2019, através da página do BTS no SoundCloud. V escreveu a balada e fotografou a arte de capa. A canção foi produzida por Docskim, com contribuições adicionais de Pdogg e Hiss Noise. Alcançou 100 milhão de streams em pouco mais de 14 dias, configurando um novo recorde na plataforma. Ao longo das duas semanas após seu lançamento, "Scenery" quebrou o recorde diário de streams nove vezes. Sete meses depois, V lançou sua segunda canção solo (sendo a primeira completamente em inglês), "Winter Bear", através do SoundCloud, acompanhada de um videoclipe autodirigido no canal do BTS no YouTube, em 9 de agosto. Ele co-produziu a faixa com RM, Hiss Noise e Adora, e fotografou a arte de capa sob seu pseudônimo Vante.
Em 2020, V contribuiu com a canção indie pop "Sweet Night", para a trilha sonora do drama da JTBC, Itaewon Class, lançado em 13 de março. Autoescrita e produzida, a canção recebeu críticas favoráveis por sua composição e performance vocal, estreando na segunda posição da tabela Digital Songs da Billboard. Em 25 de dezembro, ele lançou a canção natalina "Snow Flower", com participação de Peakboy.
Em 24 de dezembro de 2021, V lançou o single "Christmas Tree" como parte da trilha sonora original da série de televisão da Studio N, Our Beloved Summer. Estreou na 79ª posição da Billboard Hot 100 e deu à V sua primeira entrada solo na tabela. No ano seguinte, ele estreou no reality do Disney+, In the Soop: Friendcation, com Peakboy, Park Seo-joon, Choi Woo-shik e Park Hyung-sik; a série estreou em julho e finalizou em agosto. Em fevereiro de 2023, V apareceu em uma segunda série de reality, exclusiva do Prime Video, Jinny's Kitchen, junto de Park Seo-joon e Choi.[carece de fontes?] No mês seguinte, ele foi anunciado como embaixador da empresa de investimentos indonésia SimInvest e embaixador global da marca de luxo francesa Celine. Ele se tornou embaixador da marca Cartier e rosto da campanha Panthère da Cartier em julho.[carece de fontes?]
As canções "Scenery", "Winter Bear" e "Snow Flower" foram disponibilizadas globalmente nas plataformas de streaming e download digital em 28 de agosto, frente ao seu álbum de estreia solo, Layover, que foi lançado em 8 de setembro. De acordo com a Hanteo Chart, Layover registrou a maior primeira semana de vendas de um solista coreano na história, com 2.1 milhões de cópias vendidas. Nos Estados Unidos, estreou na segunda posição da Billboard 200, igualando V aos colegas de grupo Jimin e Suga como os solistas coreanos com a maior posição alcançada na história da tabela.

## Artisticidade

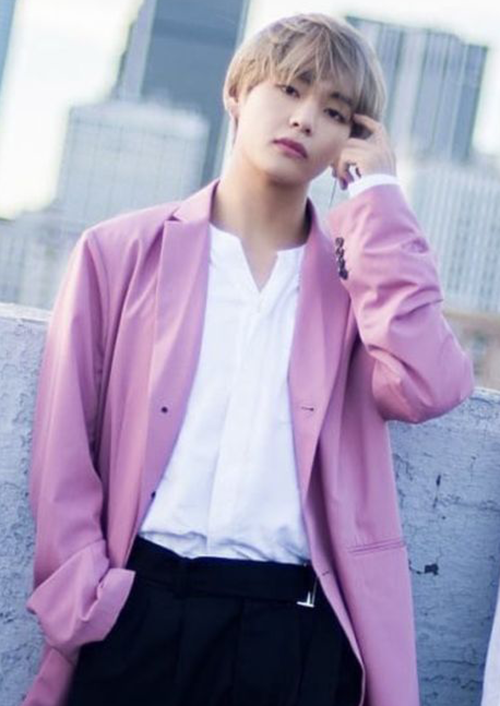
V para a revista D Icon, em novembro de 2017.

V possui uma voz de barítono que recebeu uma recepção crítica geralmente positiva, com elogios especiais por seu alcance vocal e tom "rouco". Ele ganhou maior reconhecimento vocal por sua performance de sua música solo "Stigma", e foi elogiado por seus falsetes que mostravam seu alcance vocal e musicalidade única. A tonalidade de V em "Singularity", a faixa de abertura de Love Yourself: Tear (2018), foi apontada como a "criadora do tom" proeminente do álbum, segundo a crítica musical Blanca Méndez.[carece de fontes?] Da mesma forma, Katie Goh da Vice considerou-a "uma das melhores performances vocais de V". Karen Ruffini do Elite Daily afirmou em seu artigo que "V... não tem problema em produzir tons baixos e super suaves que são um elemento-chave no som geral do BTS", com Tamar Herman da Billboard também observando que os tons mais baixos de V são uma peça proeminente da música do BTS. A musicalidade de V é fortemente influenciada por seu amor pelo jazz e pela música clássica. Eric Benet e Ruben Studdard estão entre suas inspirações.
Como intérprete, V é conhecido por sua “dualidade”, ou seja, sua capacidade de evocar várias emoções no palco. O jornalista britânico Rhian Daly, escrevendo para a NME, observou isso particularmente ao discutir a performance de "Singularity" de V durante a Love Yourself: Speak Yourself World Tour, descrevendo seus movimentos como "precisos e deliberados". Crystal Bell, da MTV, observou que as performances de V geralmente funcionam com câmeras ao vivo em locais de concertos, e como ele as utiliza para criar expressões sutis durante as apresentações.

## Impacto e influência
V criou a frase “I purple you” durante um fanmeeting do BTS em novembro de 2016; desde então, o roxo se tornou um símbolo do BTS e de seus fãs. A UNICEF usou a frase em sua campanha anti-bullying com o grupo.
Em 2018, a Eugene Investment & Securities Co., Ltd. conduziu uma pesquisa analítica sobre as tendências de pesquisa do Google relacionadas à indústria do K-pop. “V” ficou em primeiro lugar no gráfico como a palavra-chave mais pesquisada nos últimos cinco anos na Coreia do Sul. Em uma pesquisa realizada pela Gallup Korea, V foi escolhido como o quarto ídolo mais preferido de 2019, ocupando anteriormente o nono lugar em 2018. Em 2021, ele foi classificado como a celebridade coreana mais popular no Japão por vinte e oito semanas consecutivas.
Vários artistas o citaram como uma influência e modelo: Younghoon e Hwall do The Boyz; Jaehyun e Jangjun do Golden Child; Been do MVP; Byun Hyun-min do Rainz; Serim do Cravity; Yeosang e Mingi do Ateez; Jungseung e Dyla do D-Crunch; Bao do Lucente; Yunmin do Newkidd; Hanyu do Boy Story; Beomgyu do Tomorrow X Together; os concorrentes do Produce X 101, Koo Jungmo, Lee Taeseung e Mahiro Hidaka; e o ex-membro do Wanna One, Park Ji-hoon.

## Vida pessoal

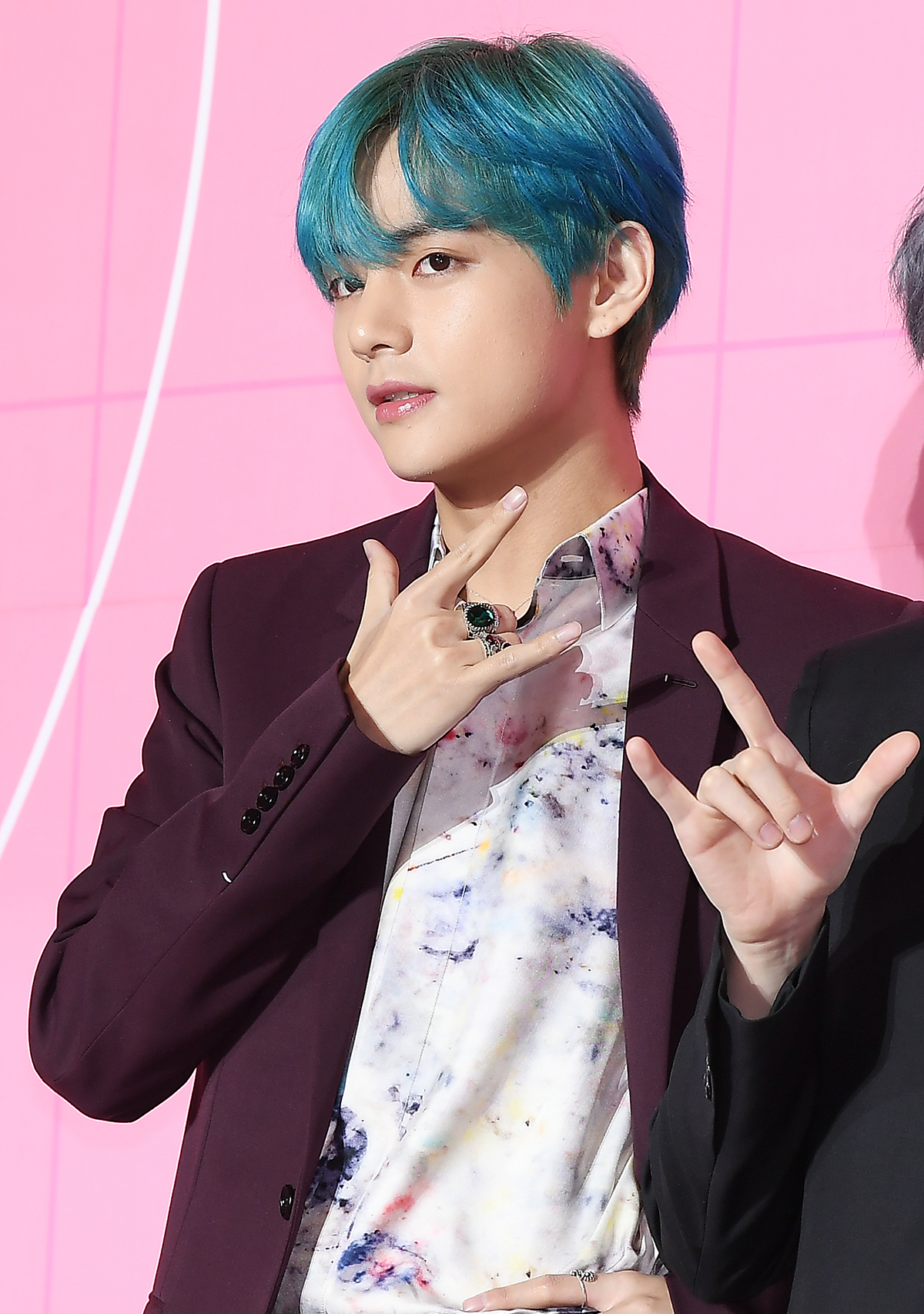
V na coletiva de imprensa de Map of the Soul: Persona em 17 de abril de 2019.

Desde 2018, V mora em Hannam-dong, Seul, Coreia do Sul com seus companheiros de grupo. Em julho de 2019, ele comprou um apartamento no valor de ₩5.1 bilhões (2019) (US$ 4,38 milhões).

### Saúde
Em outubro de 2018, durante o show da Love Yourself World Tour em Paris, V teve dificuldade para cantar devido a uma doença e teve que se abster de algumas de suas partes durante o show. Em outubro de 2021, a agência de V anunciou que ele se absteria de coreografia durante os shows da Permission to Dance on Stage devido a uma lesão na panturrilha e permaneceria sentado enquanto cantava.

### Serviço militar
Em 22 de novembro de 2023, Big Hit anunciou através do Weverse que V, junto com os companheiros de grupo RM, Jimin e Jungkook, haviam iniciado o processo de alistamento para cumprir o serviço militar obrigatório. Ele se alistou em 11 de dezembro. Após a conclusão de seu treinamento militar estendido, ele foi designado para a ‘Unidade Ssangyong’ do 2º Corpo em 8 de fevereiro de 2024, servindo na Força-Tarefa Especial do Corpo de Polícia Militar.

## Discografia

### Álbuns de estúdio
| Título  | Detalhes                                                                                             | Posições nas tabelas | Posições nas tabelas | Posições nas tabelas | Posições nas tabelas | Posições nas tabelas | Posições nas tabelas | Posições nas tabelas | Vendas                                        | Certificações                                  |
| Título  | Detalhes                                                                                             | COR                  | CAN                  | JAP                  | JAP Hot              | NZ                   | UK Dig.              | EUA                  | Vendas                                        | Certificações                                  |
| ------- | --- | -------------------- | -------------------- | -------------------- | -------------------- | -------------------- | -------------------- | -------------------- | --------------------------------------------- | ---------------------------------------------- |
| Layover | - Lançamento: 8 de setembro de 2023 - Gravadora: Big Hit - Formatos: CD, download digital, streaming | 1                    | 39                   | 2                    | 2                    | 3                    | 1                    | 2                    | - COR: 2.236.119 - JAP: 259.874 - EUA: 88.000 | - RIAJ: Ouro - KMCA: Milhão - KMCA: 2× Platina |

### Singles

#### Como artista principal
| Título | Ano  | Posições nas tabelas | Posições nas tabelas | Posições nas tabelas | Posições nas tabelas | Posições nas tabelas | Posições nas tabelas | Posições nas tabelas | Posições nas tabelas | Posições nas tabelas | Posições nas tabelas | Vendas                     | Álbum                                               |
| Título | Ano  | COR                  | COR Billb.           | CAN                  | HUN                  | JAP Hot              | NZ Hot               | UK                   | EUA                  | EUA World            | WW                   | Vendas                     | Álbum                                               |
| --- | ---- | -------------------- | -------------------- | -------------------- | -------------------- | -------------------- | -------------------- | -------------------- | -------------------- | -------------------- | -------------------- | -------------------------- | --------------------------------------------------- |
| "It's Definitely You" (죽어도 너야) (com Jin)                                                                                  | 2016 | 34                   | —                    | —                    | 15                   | —                    | —                    | —                    | —                    | 8                    | —                    | - COR: 76.657              | Hwarang: The Poet Warrior Youth Original Soundtrack |
| "Scenery" (풍경) | 2019 | —                    | —                    | —                    | —                    | —                    | —                    | —                    | —                    | 3                    | —                    |                            | —                                                   |
| "Winter Bear" | 2019 | —                    | —                    | —                    | —                    | —                    | —                    | —                    | —                    | —                    | —                    | - JAP: 6.793               | —                                                   |
| "Sweet Night" | 2020 | 14                   | 19                   | —                    | 1                    | —                    | 34                   | —                    | —                    | —                    | —                    |                            | Itaewon Class Original Soundtrack                   |
| "Snow Flower" (part. de Peakboy)                                                                                               | 2020 | —                    | —                    | —                    | —                    | —                    | —                    | —                    | —                    | 2                    | —                    | - JAP: 6.203               | —                                                   |
| "Christmas Tree" | 2021 | 18                   | 25                   | 82                   | 1                    | 29                   | 6                    | —                    | 79                   | —                    | 51                   |                            | Our Beloved Summer Original Soundtrack              |
| "Love Me Again" | 2023 | 22                   | 7                    | 91                   | —                    | 76                   | 5                    | —                    | 96                   | 1                    | 12                   | - JAP: 7.226               | Layover                                             |
| "Rainy Days" | 2023 | 56                   | 21                   | —                    | —                    | 91                   | 7                    | —                    | —                    | —                    | 16                   | - JAP: 7.362               | Layover                                             |
| "Slow Dancing" | 2023 | 24                   | 9                    | 60                   | —                    | 26                   | 5                    | 24                   | 51                   | —                    | 4                    | - JAP: 12.134 - WW: 54,000 | Layover                                             |
| "Fri(end)s" | 2024 | —                    | —                    | —                    | —                    | —                    | —                    | —                    | —                    | —                    | —                    | —                          | —                                                   |
| "—" denota lançamentos que não entraram nas tabelas, não foram elegíveis para as tabelas ou não foram lançados naquela região. |      |                      |                      |                      |                      |                      |                      |                      |                      |                      |                      |                            |                                                     |

#### Como artista participante
| Título                              | Ano  | Posições nas tabelas | Posições nas tabelas | Posições nas tabelas | Posições nas tabelas | Posições nas tabelas | Posições nas tabelas | Vendas                    | Álbum |
| Título                              | Ano  | CAN Dig.             | JAP Dig.             | NZ Hot               | UK Dig.              | EUA Dig.             | WW                   | Vendas                    | Álbum |
| ----------------------------------- | ---- | -------------------- | -------------------- | -------------------- | -------------------- | -------------------- | -------------------- | ------------------------- | ----- |
| "Wherever U R" (Umi com part. de V) | 2023 | 10                   | 9                    | 3                    | 6                    | 5                    | 99                   | - JAP: 6.000 - EUA: 4.600 | TBA   |

### Outras canções que entraram nas tabelas
| Título | Ano  | Posições nas tabelas | Posições nas tabelas | Posições nas tabelas | Posições nas tabelas | Posições nas tabelas | Posições nas tabelas | Posições nas tabelas | Posições nas tabelas | Posições nas tabelas | Posições nas tabelas | Vendas         | Álbum               |
| Título | Ano  | COR                  | COR Hot              | CAN Dig.             | HUN                  | JAP Dig.             | JAP Hot              | UK Dig.              | EUA Dig.             | EUA World            | WW                   | Vendas         | Álbum               |
| --- | ---- | -------------------- | -------------------- | -------------------- | -------------------- | -------------------- | -------------------- | -------------------- | -------------------- | -------------------- | -------------------- | -------------- | ------------------- |
| "Stigma" | 2016 | 26                   | —                    | —                    | 8                    | —                    | —                    | —                    | 22                   | 1                    | —                    | - KOR: 110.898 | Wings               |
| "Intro: Singularity" | 2016 | 54                   | 10                   | 40                   | 23                   | —                    | 34                   | —                    | 44                   | 1                    | —                    | - US: 10.000   | Love Yourself: Tear |
| "Inner Child" | 2020 | 24                   | 19                   | 30                   | 7                    | —                    | —                    | 22                   | 9                    | 1                    | —                    |                | Map of the Soul: 7  |
| "Blue" | 2023 | 144                  | —                    | 22                   | —                    | 13                   | 100                  | 89                   | 12                   | —                    | 89                   | - JPN: 2.661   | Layover             |
| "For Us" | 2023 | 151                  | —                    | 27                   | —                    | 15                   | —                    | 85                   | 49                   | —                    | 113                  | - JPN: 2.596   | Layover             |
| "Slow Dancing" (Versão piano)                                                                                                  | 2023 | —                    | —                    | —                    | —                    | 19                   | —                    | —                    | —                    | —                    | —                    | - JPN: 2.261   | Layover             |
| "Slow Dancing" (FNRK Remix) | 2023 | —                    | —                    | —                    | —                    | 28                   | —                    | —                    | —                    | —                    | —                    | - JPN: 1.891   | —                   |
| "Slow Dancing" (Cautious Clay Remix)                                                                                           | 2023 | —                    | —                    | —                    | —                    | 32                   | —                    | —                    | —                    | —                    | —                    | - JPN: 1.799   | —                   |
| "—" denota lançamentos que não entraram nas tabelas, não foram elegíveis para as tabelas ou não foram lançados naquela região. |      |                      |                      |                      |                      |                      |                      |                      |                      |                      |                      |                |                     |

### Outras canções
| Título          | Ano  | Outro(s) artista(s) | Álbum | Ref.    |
| --------------- | ---- | ------------------- | ----- | ------- |
| "95 Graduation" | 2014 | Jimin               | —     | [ 133 ] |
| "4 O'Clock"     | 2017 | RM                  | —     | [ 134 ] |

### Créditos de composições
Todos os créditos das canções são adaptados do banco de dados da Korea Music Copyright Association (KOMCA), salvo indicação em contrário.
| Título                      | Artista(s)  | Álbum                                            | Ano  |
| --------------------------- | ----------- | ------------------------------------------------ | ---- |
| "4 O'Clock"                 | RM e V      | —                                                | 2017 |
| "95 Graduation"             | Jimin e V   | —                                                | 2014 |
| "Blue & Grey"               | BTS         | —                                                | 2020 |
| "Boyz with Fun"             | BTS         | The Most Beautiful Moment in Life, Part 1        | 2015 |
| "Hold Me Tight"             | BTS         | The Most Beautiful Moment in Life, Part 1        | 2015 |
| "In the Soop"               | BTS         | —                                                | 2020 |
| "Inner Child"               | BTS         | Map of the Soul: 7                               | 2020 |
| "Introduction: Youth"       | BTS         | Youth                                            | 2016 |
| "Outro: Circle Room Cypher" | BTS         | 2 Cool 4 Skool                                   | 2013 |
| "Run"                       | BTS         | The Most Beautiful Moment in Life, Part 2        | 2015 |
| "Run" (Alternative Mix)     | BTS         | The Most Beautiful Moment in Life: Young Forever | 2016 |
| "Run" (Ballad Mix)          | BTS         | The Most Beautiful Moment in Life: Young Forever | 2016 |
| "Scenery"                   | V           | —                                                | 2019 |
| "Snow Flower"               | V e Peakboy | —                                                | 2020 |
| "Stigma"                    | BTS         | Wings                                            | 2016 |
| "Sweet Night"               | V           | Itaewon Class Original Soundtrack                | 2020 |
| "Winter Bear"               | V           | —                                                | 2019 |

## Videografia

### Videoclipes
| Ttulo                          | Ano  | Diretor(es)              | Description | Ref.    |
| ------------------------------ | ---- | ------------------------ | --- | ------- |
| "Singularity Comeback trailer" | 2018 | Yong-seok Choi (Lumpens) | V canta a música enquanto executa a coreografia junto com um pequeno grupo de dançarinos, e sozinho em um espaço escuro cercado por máscaras de teatro brancas enquanto está vestido de branco. Ele também é visto com roupas escuras cercado por flores e espinhos, e interagindo com uma piscina reflexiva de água. No final, V veste uma máscara branca com uma única lágrima preta escorrendo de um olho.                                                                                                 | [ 136 ] |
| "Winter Bear"                  | 2019 | V                        | Um videoclipe de inspiração retrô que inclui cenas de V explorando Los Angeles, Nova York, Paris e Londres por conta própria durante a turnê Love Yourself: Speak Yourself World Tour do BTS. Mostrado com suas câmeras em mãos, o vídeo também inclui imagens de animais, paisagens e arquitetura feitas por V. | [ 137 ] |
| "Sweet Night"                  | 2020 | —                        | Inclui várias cenas de Itaewon Class. V não aparece no vídeo, mas é ouvido cantando em no áudio. | [ 138 ] |
| "Christmas Tree"               | 2021 | —                        | Inclui várias cenas de Choi Woo-shik e Kim Da-mi de Our Beloved Summer. V não aparece no vídeo, mas é ouvido cantando em no áudio. | [ 139 ] |
| "Love Me Again"                | 2023 | Shin Dongle              | Filmado numa caverna em Mallorca, V canta a música vestido com roupas de lantejoulas e cercado por telas de televisão analógicas que exibem a letra no estilo karaokê enquanto ele canta. | [ 140 ] |
| "Rainy Days"                   | 2023 | Shin Dongle              | V passa um dia "sombrio" sozinho em casa, em seu apartamento de estilo retrô. Ele é mostrado deitado na cama, preparando comida enquanto seu cachorro observa, assistindo desenhos animados, trabalhando em seu estúdio de arte e adormecendo enquanto os desenhos animados passam ao fundo. | [ 141 ] |
| "Slow Dancing"                 | 2023 | Shin Dongle              | V faz uma viagem com amigos pelas montanhas até uma praia ensolarada. Eles passam o tempo na água, dançando na praia e observando o céu noturno enquanto estão em um iate. O vídeo termina com uma cena de V e seu cachorro Yeontan juntos no terraço de um prédio. | [ 142 ] |
| "Blue"                         | 2023 | Shin Dongle              | Um vídeo em tons de cinza, V anda por aí procurando por alguém. Ele bate na porta de um apartamento e fica cada vez mais impaciente a cada batida e telefonema não atendido. Ele procura em vasos de plantas uma chave reserva do apartamento, dirige mais um pouco, depois retorna ao mesmo prédio e se senta em um balanço do lado de fora, parecendo melancólico porque sua busca não teve sucesso. No fundo, uma mulher solta um cachorrinho (supostamente de V) da coleira e ele corre em direção a ele. | [ 143 ] |
| "For Us"                       | 2023 | Shin Dongle              | Inclui outtakes e cenas dos bastidores dos videoclipes de "Love Me Again", "Rainy Days", "Slow Dancing" e "Blue", apresentados no estilo de um "vídeo caseiro vintage". | [ 144 ] |

- V apareceu em um short fiilm intitulado BTS Wings Short Film #3 Stigma, lançado em setembro de 2016, em divulgação ao quarto álbum de BTS, Wings.[145]

## Filmografia

### Televisão
| Ano       | Título                            | Papel         | Nota(s)                                          | Ref.    |
| --------- | --------------------------------- | ------------- | ------------------------------------------------ | ------- |
| 2014      | Show! Music Core                  | Ele mesmo     | Anfitrião, com Kim So-hyun                       | [ 146 ] |
| 2015      | Music Bank                        | Ele mesmo     | Anfitrião, com Park Bo-gum e Himchan de B.A.P    | [ 147 ] |
| 2015      | Show! Music Core                  | Ele mesmo     | Anfitrião, com Zico e Kim So-hyun                | [ 148 ] |
| 2016      | Celebrity Bromance                | Ele mesmo     | Temporada 1, episódios 1–4; com Kim Min-jae      | [ 149 ] |
| 2016      | Inkigayo                          | Ele mesmo     | Anfitrião, com J-Hope, Moonbyul e Wheein         | [ 150 ] |
| 2016–2017 | Hwarang: The Poet Warrior Youth   | Seok Han-sung | Ator secundário                                  | [ 151 ] |
| 2017      | Music Bank (Singapore Special)    | Ele mesmo     | Anfitrião, com Park Bo-gum e Irene               | [ 152 ] |
| 2017      | Inkigayo Super Concert in Daejeon | Ele mesmo     | Anfitrião, com Jisoo e Jinyoung                  | [ 153 ] |
| 2022      | In the Soop: Friendcation         | Ele mesmo     | Membro do elenco                                 | [ 154 ] |
| 2023      | Jinny's Kitchen                   | Ele mesmo     | Série exclusiva da Prime Video; membro do elenco | [ 155 ] |

### Aparições em videoclipes
| Ano  | Título          | Artista | Diretor    | Duração | Ref.    |
| ---- | --------------- | ------- | ---------- | ------- | ------- |
| 2024 | "Love Wins All" | IU      | Um Tae-hwa | 5:22    | [ 156 ] |

## Prêmios e indicações
| Premiação                        | Ano  | Categoria                                    | Indicação             | Resultado  | Ref.    |
| -------------------------------- | ---- | -------------------------------------------- | --------------------- | ---------- | ------- |
| Asia Artist Awards               | 2023 | Prêmio de Popularidade – Ator                | V                     | Indicado   | [ 157 ] |
| Asia Artist Awards               | 2023 | Prêmio de Popularidade – Cantor              | V                     | Indicado   | [ 157 ] |
| APAN Star Awards                 | 2020 | Melhor OST                                   | "Sweet Night"         | Venceu     | [ 158 ] |
| APAN Star Awards                 | 2022 | Melhor OST                                   | "Christmas Tree"      | Indicado   | [ 159 ] |
| Circle Chart Music Awards        | 2024 | Artista do Ano – Álbum                       | Layover               | Indicado   | [ 160 ] |
| DDU Korean Drama Awards          | 2022 | Melhor OST                                   | "Christmas Tree"      | Venceu     | [ 161 ] |
| The Fact Music Awards            | 2023 | Melhor Música – Outono                       | "Slow Dancing"        | Venceu     | [ 162 ] |
| Hanteo Music Awards              | 2024 | Artista do Ano                               | V                     | Venceu     | [ 163 ] |
| Hanteo Music Awards              | 2024 | Prêmio de Artista Global – África            | V                     | Venceu     | [ 163 ] |
| Hanteo Music Awards              | 2024 | Prêmio de Artista Global – Europa            | V                     | Venceu     | [ 163 ] |
| Hanteo Music Awards              | 2024 | Prêmio de Artista Global – Ásia              | V                     | Indicado   | [ 164 ] |
| Hanteo Music Awards              | 2024 | Prêmio de Artista Global – Ámerica do Norte  | V                     | Indicado   | [ 164 ] |
| Hanteo Music Awards              | 2024 | Prêmio de Artista Global – Oceania           | V                     | Indicado   | [ 164 ] |
| Hanteo Music Awards              | 2024 | Prêmio de Artista Global – América do Sul    | V                     | Indicado   | [ 164 ] |
| MAMA Awards                      | 2022 | Melhor OST                                   | "Christmas Tree"      | Indicado   | [ 165 ] |
| MAMA Awards                      | 2022 | Canção do Ano                                | "Christmas Tree"      | Indicado   | [ 165 ] |
| MAMA Awards                      | 2023 | Álbum do Ano                                 | Layover               | Longlisted | [ 166 ] |
| MAMA Awards                      | 2023 | Artista do Ano                               | V                     | Longlisted | [ 166 ] |
| MAMA Awards                      | 2023 | Melhor Artista Masculino                     | V                     | Indicado   | [ 166 ] |
| MAMA Awards                      | 2023 | Melhor Performance Vocal - Solista Masculino | "Love Me Again"       | Indicado   | [ 166 ] |
| MAMA Awards                      | 2023 | Canção do Ano                                | "Love Me Again"       | Longlisted | [ 166 ] |
| Melon Music Awards               | 2017 | Melhor OST                                   | "It's Definitely You" | Indicado   | [ 167 ] |
| Melon Music Awards               | 2023 | Millions Top 10                              | Layover               | Indicado   | [ 168 ] |
| Seoul International Drama Awards | 2022 | OST Marcante de Drama Coreano                | "Christmas Tree"      | Indicado   | [ 169 ] |
| Soompi Awards                    | 2018 | Melhor Idol Ator                             | V                     | Venceu     | [ 170 ] |
| Soompi Awards                    | 2019 | Melhor Coreografia                           | "Singularity"         | Venceu     | [ 171 ] |
| Seoul Music Awards               | 2024 | Prêmio Principal (Bonsang)                   | V                     | Venceu     | [ 172 ] |
| Seoul Music Awards               | 2024 | Escolha de Fã do Ano                         | V                     | Venceu     | [ 172 ] |
| Seoul Music Awards               | 2024 | Prêmio Especial Hallyu                       | V                     | Indicado   | [ 173 ] |
| Seoul Music Awards               | 2024 | Prêmio de Popularidade                       | V                     | Indicado   | [ 173 ] |

### Honras estaduais
| País ou Organização              | Ano  | Honra ou Prêmio                                   | Ref.    |
| -------------------------------- | ---- | ------------------------------------------------- | ------- |
| National Tax Service Gyeonggi-do | 2022 | Contribuinte consciente de Goyang-si, Gyeonggi-do | [ 174 ] |

### Recordes mundiais
| Publicação             | Ano  | Recorde mundial                                                       | Ref.    |
| ---------------------- | ---- | --------------------------------------------------------------------- | ------- |
| Guinness World Records | 2021 | Tempo mais rápido para alcançar 1 milhão de seguidores no Instagram   | [ 175 ] |
| Guinness World Records | 2021 | Tempo mais rápido para alcançar 10 milhões de seguidores no Instagram | [ 175 ] |